# American Bandstand
American Bandstand fue un programa de televisión musical originario de los Estados Unidos, transmitido en varias versiones desde 1952 hasta 1989 y presentado desde 1956 hasta la última temporada por Dick Clark. La popularidad del programa ayudó a Dick Clark a convertirse en un magnate de los medios estadounidenses e inspiró programas musicales similares de larga duración como Soul Train y Top of the Pops. 

## Historia
American Bandstand se estrenó en una emisora de televisión local de Filadelfia a finales de marzo de 1952 bajo el nombre de Bandstand. Originalmente fue presentado por Bob Horn y presentaba cortometrajes musicales producidos por Snader Telescriptions y Official Films, con invitados de estudio ocasionales. Horn, sin embargo, estaba descontento con este formato y quería cambiarlo por un espectáculo que presentara adolescentes bailando mientras sonaba la música. Esta versión más familiar de Bandstand se estrenó el 7 de octubre de 1952, presentado por Horn, con Lee Stewart como copresentador hasta 1955.
El 9 de julio de 1956, Horn fue despedido tras ser arrestado por conducir ebrio. Fue reemplazado temporalmente por el productor Tony Mammarella antes de que Dick Clark fuera contratado de forma permanente. A fines de la primavera de 1957, Clark decidió proponerle el programa al presidente de la ABC, Thomas W. Moore, y después de algunas negociaciones, el programa fue estrenado a nivel nacional bajo el nombre de American Bandstand. El 5 de agosto de 1957 se realizó la primera retransmisión nacional de American Bandstand, desde el Starlight Ballroom de Wildwood (Nueva Jersey). Desde 1954 se utilizó como sintonía del programa el tema "Bandstand Boogie" de Charles Albertine, interpretado por los hermanos Larry y Les Elgart.
El programa se transmitía en vivo, todas las tardes, de lunes a viernes, y en 1959, había alcanzado una audiencia nacional de 20 millones de espectadores. En el otoño de 1961, la ABC redujo el tiempo de transmisión del programa de 90 a 60 minutos. A partir de 1963, los programas se empezaron a emitir grabados. Las grabaciones de los cinco programas semanales se realizaban íntegramente los sábados, lo que permitió a Clark producir y presentar una serie de giras de conciertos. El 7 de septiembre de 1963, el programa comenzó a transmitirse semanalmente, los sábados por la tarde, horario que mantuvo hasta 1989.
A partir de febrero de 1964, la ABC trasladó la producción del programa a sus estudios en Los Ángeles. Hasta ese momento American Bandstand había obtenido muchas de sus actuaciones de artistas asociados a la compañía discográfica de Filadelfia, Cameo-Parkway Records. El traslado del programa a California, unido a la irrupción, por esas mismas fechas de los Beatles en el panorama musical estadounidense, llevaron a Cameo-Parkway a un fuerte declive del que nunca se recuperaría por completo.
El programa se filmó permanentemente en color a partir del 9 de septiembre de 1967. Durante un breve espacio de tiempo, en 1973, American Bandstand alternó su franja horaria con Soul Unlimited, un programa de música soul presentado por Buster Jones. Soul Unlimited no fue bien recibido entre su público afroamericano, aparentemente debido a que fue creado por un hombre blanco (Clark), además de verse como una forma de segregación racial y una manera de eludir las críticas sobre la preferencia por el público blanco en American Bandstand. Don Cornelius, creador y presentador del programa de televisión Soul Train, junto con Jesse Jackson, entraron en una disputa con Clark y el programa fue cancelado a las pocas semanas. Durante la temporada de 1978 de American Bandstand, Donna Summer se convirtió en la única artista musical en copresentar el programa. A medida que avanzaba la década de 1980, la popularidad de American Bandstand comenzó a disminuir, debido en gran medida al auge de MTV y otros programas de música en la televisión. A esto se sumó el hecho de que el programa fue reemplazado en muchas ocasiones por partidos de fútbol americano universitario, que aumentaron enormemente en número a partir de 1984 y que estaban generando grandes éxitos de audiencia. Para empeorar las cosas, el 13 de septiembre de 1986, la ABC redujo Bandstand de una hora completa a 30 minutos.
El 5 de septiembre de 1987 se emitió el último programa de American Bandstand en la ABC. Dos semanas más tarde, con Clark a la cabeza y recuperando su duración de una hora, comenzó a emitirse en la NBC. A partir del 8 de abril de 1989, el programa pasó a emitirse por cable a través de USA Network, con el comediante David Hirsch asumiendo las funciones de presentador y Dick Clark como productor ejecutivo. Finalmente, el 7 de octubre de 1989, American Bandstand emitió su último programa tras una trayectoria de 37 años.
El 3 de mayo de 2002, Dick Clark presentó en la ABC un edición especial para conmemorar el 50° aniversario de American Bandstand. Michael Jackson, un invitado frecuente del programa, interpretó "Dangerous" y The Village People interpretaron su legendaria canción, "Y.M.C.A.". También actuaron KISS, Dennis Quaid y su banda The Sharks, Cher y Stevie Wonder.

## Legado
American Bandstand desempeñó un papel crucial al presentar al público estadounidense artistas como Ike & Tina Turner, Smokey Robinson and the Miracles, Stevie Wonder, Simon & Garfunkel, Iggy Pop, Talking Heads, Madonna, Prince, Jackson 5, Sonny and Cher o Aerosmith, todos los cuales hicieron su debut televisivo en el programa. El formato fue muy novedoso, pues por primera vez en un estudio de televisión el presentador daba a conocer la lista de canciones Top 40 ante una multitud de jóvenes, unos doscientos, que bailaban junto a los artistas. Se incluían además entrevistas y concursos. Fue un referente para la creación de otros programas musicales de enorme éxito como Soul Train y Top of the Pops. Se convirtió en un elemento básico en los hogares e influyó mucho en la sociedad estadounidense cultural, musical y socialmente. Gracias a la labor realizada al frente de American Bandstand, Dick Clark fue incluido en 1993 en el Salón de la Fama del Rock and Roll.